# Hướng đạo Việt Nam
Hướng đạo Việt Nam là một tổ chức thanh thiếu niên được thành lập vào năm 1931 bởi Huynh trưởng Hoàng Đạo Thúy tại Hà Nội. Hướng đạo Việt Nam trước đây từng là một thành viên của Tổ chức Phong trào Hướng đạo Thế giới (World Organization of the Scout Movement) và đây cũng chính là tổ chức lớn nhất của phong trào Hướng đạo được sáng lập bởi Robert Baden-Powell, một trung tướng trong Quân đội Hoàng gia Anh vào năm 1907. Hướng đạo Việt Nam bị cắt quẵng trong lúc chiến tranh, mãi đến năm 1951 Hướng đạo Việt Nam mới được khôi phục và sinh hoạt lại ở Hà Nội
Mục đích của phong trào Hướng đạo là giáo dục bổ túc cho giáo dục gia đình và học đường, giúp thanh thiếu niên rèn luyện tính khí, tính tháo vát, để có thể thích nghi với mọi hoàn cảnh, chuẩn bị để trở thành những công dân tốt, có trách nhiệm, biết trọng danh dự và hữu ích cho xã hội. Hướng đạo Việt Nam được thành lập cũng theo những mục đích chung đó. Từ "đạo" trong cụm từ "Hướng đạo" có nghĩa là "đường"; Hướng đạo có nghĩa là "dẫn đường" và không có liên quan đến một tôn giáo nào. Hầu hết các đơn vị Hướng đạo không phân biệt tôn giáo của thành viên, trừ các đoàn Hướng đạo được tổ chức riêng bởi các đoàn thể tôn giáo.
Từ lúc thành lập vào năm 1930, Hướng đạo Việt Nam đã trải qua nhiều giai đoạn, thu hút rất đông những nhân vật sau này giữ những vai trò trọng yếu trên chính trường miền Bắc cũng như miền Nam như Tạ Quang Bửu, Trần Duy Hưng, Lưu Hữu Phước, Tôn Thất Tùng, Võ Thanh Minh, Phạm Ngọc Thạch, Trần Văn Tuyên, Phạm Biểu Tâm, Trần Điền, Cung Giũ Nguyên,... Tuy nhiên vì thời cuộc chính trị và chiến tranh, Hướng đạo Việt Nam bị đình chỉ hoạt động tại miền Bắc Việt Nam vào năm 1954 và rồi toàn bộ Việt Nam vào năm 1975. Ở hải ngoại, Hướng đạo Việt Nam vẫn tiếp tục hoạt động từ khi theo đoàn người di tản đến các trại tạm cư như Vịnh Subic (Philippines), Đảo Guam, Đảo Wake, Trại Pendleton (California), Trại Chaffee (Arkansas),... trước ngày 30 tháng 4 năm 1975 cho đến ngày nay tại các quốc gia như Hoa Kỳ, Canada, Úc, Pháp và Đức. Đặc biệt là trong thập niên 1980 Hướng đạo Việt Nam đều có mặt tại các trại tị nạn khắp vùng Đông Nam Á.
Đáng chú ý nhất là trại tị nạn đường bộ Việt Nam dọc theo biên giới Thái Lan - Campuchia, có một Liên đoàn Hướng đạo được mang tên Anh hùng dân tộc Trần Hưng Đạo, được thành lập năm 1983 và sinh hoạt trong một môi trường và điều kiện gian khổ, thiếu thốn cho đến năm 1993 khi trại bị đóng cửa.
Như vậy Hướng đạo Việt Nam cũng có mặt tại các trại tạm dừng của người Việt tị nạn qua ngã đường bộ từ những năm 1983 -1993... Các hướng đạo sinh ngày nào nay đã trưởng thành vững chãi khắp năm chău bốn bể và đóng góp không ít những thành tựu hữu ích cho xã hội ở những nơi các em được định cư... chính nhờ được rèn luyện và lớn lên trong môi trường khó khăn và thiếu thốn... Những bài học của hướng đạo là những hành trang và nền tảng cho sự thành công ở xứ người khi các trại tị nạn này đóng cửa vào đầu thập niên 1990.
Tại Việt Nam hiện nay mặc dù chưa được cấp phép hoạt động chính thức, các đoàn hướng đạo tại nhiều địa phương ở khắp miền Nam vẫn âm thầm sinh hoạt và liên kết với nhau suốt hàng chục năm qua.
Hội ca của Hướng đạo Việt Nam là bài Hội ca Hướng đạo Việt Nam do Lưu Hữu Phước sáng tác

## Lịch sử

### Từ 1930 đến 1946
Trong những năm 1927 - 1930, các đoàn Hướng đạo Việt Nam đầu tiên xuất hiện ở miền Bắc, hầu hết đều trực thuộc Hội Hướng đạo Pháp. Mãi đến tháng 9 năm 1930, phong trào Hướng đạo mới được quảng bá rộng rãi tại Việt Nam. Hai người được xem là những người sáng lập ra Hướng đạo Việt Nam là: Huynh trưởng Hướng đạo Trần Văn Khắc thành lập đoàn Lê Lợi (đơn vị Hướng đạo Việt Nam đầu tiên tại Hà Nội năm 1930) và Trưởng Hoàng Đạo Thúy lập ra Ấu đoàn đầu tiên tên là bầy Lê Lợi vào năm 1931. Rồi thêm những đoàn mới xuất hiện ở Hà Nội, Hải Phòng, Lạng Sơn, Nam Định... tổ chức các đơn vị Hướng đạo theo mẫu của đoàn Lê Lợi với khăn quàng nền xanh lá cây viền đỏ và tên gọi là Đồng tử quân (lúc đó vẫn chưa có tên là Hướng đạo). Đó là khởi đầu cho phong trào Hướng đạo Việt Nam. Phong trào tổ chức tập hợp và giáo dục thanh thiếu niên những kỹ năng sống và ý thức công dân du nhập từ các nước phương Tây nhưng được Việt Nam hóa với trọng tâm là bồi dưỡng tinh thần yêu nước. Nhiều thành viên Hướng đạo Việt Nam đã đóng vai trò tiên phong trong phong trào vận động cứu nước thời kỳ Cách mạng tháng 8 năm 1945..

Trưởng Trần Văn Khắc (phải), người sáng lập Hướng đạo Việt Nam và Bác sĩ Nguyễn Văn Thơ, hội trưởng cuối cùng của Hội Hướng đạo Việt Nam (tháng 4 năm 1975) chụp hình tại Trại Họp bạn Quốc tế Hướng đạo Việt Nam "Thẳng Tiến 2" được tổ chức tại Toronto năm 1988

Năm 1932, ông Trần Văn Khắc vào Nam kỳ, rồi cùng với các Trưởng Lương Thái, Huỳnh Văn Diệp, Trần Coln thành lập Hội Hướng đạo Nam Kỳ. Trong khi đó ông Hoàng Đạo Thúy vẫn giữ nhiệm vụ Tổng Ủy viên của Hội Hướng đạo Bắc kỳ. Tháng 6 năm 1932, Đoàn Lê Văn Duyệt được thành lập tại Sài Gòn.
Năm 1933, Hoàng Đạo Thúy đổi danh xưng là Hướng đạo sinh (thay vì Đồng tử quân) và chọn áo sơ mi màu củ nâu với quần cụt màu xanh nước biển làm đồng phục. Tổ chức và sinh hoạt theo mẫu Hướng đạo Pháp. Cũng trong năm này, Tổng cục Hướng đạo Nam kỳ thành hình và xuất bản tập chí Hướng Đạo. Triều đình Miên (Campuchia) cử Giám đốc Học chính tiếp xúc với Trưởng Trần Văn Khắc để hỏi thể thức và lấy tài liệu tổ chức Hướng đạo. Năm 1934, một phái đoàn Hướng đạo Nam kỳ do Trưởng Trần Văn Khắc hướng dẫn, lên Nam Vang theo lời mời của Vua Miên, dự trại ra mắt Hướng đạo Miên và chứng kiến lễ tuyên hứa của Thái tử Monireth.
Với sự gây dựng của các trưởng đi tiên phong, và với sự giúp đỡ của Hướng đạo Pháp, Hướng đạo Việt Nam đã tổ chức được ba ngành: Ấu, Thiếu và Tráng. Đáng kể nhất là Tráng đoàn Lam Sơn, một trong những tráng đoàn cột trụ của phong trào Hướng đạo Việt Nam tại miền Bắc do Trưởng Hoàng Đạo Thúy hướng dẫn. Ông cũng là tác giả các cuốn Hướng Đạo Đoàn, Đội Của Tôi với bút hiệu Ba Tô.
Trong vòng 15 năm kể từ năm 1930 đến 1945, phong trào hướng đạo đã thu hút không ít những nhà trí thức lúc đó như Tạ Quang Bửu, Trần Duy Hưng, Lưu Hữu Phước, Tôn Thất Tùng, Võ Thành Minh, Phạm Ngọc Thạch, Trần Văn Tuyên, Phạm Biểu Tâm.... Các ông này về sau này trở thành những nhân vật trong chính trường cả trong Nam và ngoài Bắc.
Năm 1935, Hội Hướng đạo Trung kỳ được thành lập. Trước đó nhiều đơn vị được thành lập tại Vinh và Huế. Cũng trong năm đó, Trần Văn Khắc đã tổ chức thành công trại họp bạn ở sân vận động Dakao Sài Gòn, đây là trại họp bạn toàn quốc đầu tiên có tính "Huynh đệ" với 500 trại sinh tham dự. Các đoàn Hướng đạo sinh từ Bắc bộ và Trung bộ đều vào tham dự, trong đó có Tạ Quang Bửu, Trần Duy Hưng,...
Năm 1936, hơn 60 trưởng toàn quốc đã được huấn luyện bởi Trưởng André Léfèré (Tổng Ủy viên Hướng đạo Tự do Pháp lúc bấy giờ) tại trại trường Đà Lạt. Hoàng đế Bảo Đại và Quốc vương Campuchia Monivong cũng đã giúp đỡ tài chính để thành lập một trại trường thứ hai ở núi Bạch Mã, cách Huế khoảng 40 km về hướng Nam.
Cuối năm 1937, Trưởng Raymond Schlemmer (Ủy viên Hội Hướng đạo Công giáo Pháp) được Liên hội Hướng đạo Pháp cử sang Việt Nam, Lào và Campuchia để tổ chức thống nhất 3 quốc gia này thành Liên hội Hướng đạo Đông Dương. Nội san chính thức của liên hội là tờ Chef (Huynh trưởng) viết bằng tiếng Pháp.
Năm 1938, khánh thành Trại trường Bạch Mã. Các khóa đầu gồm Thiếu I (tháng 7) và Thiếu II với Tráng I (tháng 8). Những trưởng cao cấp dự khóa huấn luyện 1936 ở Đà Lạt đã theo một trong ba khóa này và được trao Bằng Rừng (Wood Badge). Mỗi xứ chịu trách nhiệm tổ chức huấn luyện trưởng cấp dự bị (phía ba kỳ của Việt Nam đặt thêm cấp sơ luyện trước) để gửi tiếp lên các khóa ở Trại trường gồm 2 bậc: Bạch Mã (hoàn luyện, 10 ngày - khăn quàng nền xám, thêu hai đợt sóng màu xanh ở góc nhọn sau lưng) cho trưởng và phụ tá đơn vị; và Bằng Rừng (chuyên sâu, thêm 3 ngày - khăn quàng Gilwell nền xám hồng, với nút da hai vòng đan và dây đeo hai mẩu gỗ) cho Liên đoàn trưởng, ủy viên cùng trưởng huấn luyện.
Năm 1940, một trại họp bạn ba ngành được tổ chức thành công ở Rừng Sặt, tỉnh Bắc Ninh. Năm 1941, Trại Họp bạn Đông Dương (5 xứ: Bắc kỳ, Trung kỳ, Nam kỳ, Miên và Lào) được tổ chức ở Quảng Tế, Huế. Vua Bảo Đại chủ tọa lễ khai mạc. Trại Họp bạn tráng sinh ở đảo Qua Châu được tổ chức ở tỉnh Ninh Bình năm 1942. Trại họp bạn ở cù lao Bảy Miếu được tổ chức ở Nha Trang năm 1943.
Năm 1944, khoá huấn luyện chót ở Trại trường Bạch Mã do Trưởng Cung Giũ Nguyên đảm nhiệm, thay thế Trưởng Tạ Quang Bửu vì bận việc riêng.
Năm 1945, vì tình trạng chiến tranh và phân hóa, nhiều đơn vị tan rã, sinh hoạt của Hướng đạo Việt Nam bị ngưng trệ. Từ cuối năm 1946, khi Chiến tranh Việt - Pháp bùng nổ Hướng đạo Việt Nam không có hoạt động gì đáng kể.

### Từ 1946 đến 1954
Năm 1946, Hội nghị Trưởng toàn quốc đã thống nhất phong trào Hướng đạo của ba miền Nam, Trung, Bắc và Bộ Tổng Ủy viên hội được thành lập. Tháng 5 năm 1946, Hồ Chí Minh, khi đó là Chủ tịch nước Việt Nam Dân chủ Cộng hòa mới được thành lập, đã nhận lời làm Hội trưởng Danh dự của Hội Hướng đạo Việt Nam.
Đến cuối năm 1946, Chiến tranh Việt - Pháp bùng nổ dữ dội, phong trào Hướng đạo Việt Nam phải tạm ngưng hoạt động một thời gian cho đến năm 1950.
Trong cuộc chiến, gia đình Hướng đạo Việt Nam, cũng như phần lớn các gia đình Việt Nam phân tán kẻ bên này, người bên kia. Trong khi gần như toàn thể Bộ Tổng Ủy viên hội Hướng đạo Việt Nam thành lập năm 1946 đi theo Trưởng Hoàng Đạo Thúy vào mật khu, một số trưởng và hướng đạo sinh ở các vùng thành thị bắt đầu khôi phục phong trào Hướng đạo kể từ năm 1950, đặc biệt là tại Hà Nội.
Thời kỳ này bài hát của một tráng sinh của đoàn Lam Sơn là Lưu Hữu Phước mà lời hát bắt đầu như sau: "Nâng cao lá cờ Hướng đạo nhuộm oai hùng, sáng ngời ta cùng đi cùng xây đời mới..." trở thành hành khúc chính thức của Hướng đạo Việt Nam. Từ đó cho đến nay vẫn còn được sử dụng chính thức trong các sinh hoạt và nghi lễ với tên gọi là "Hội ca Hướng đạo".
Năm 1954 tại Genève (Thụy Sĩ), ngay sau khi quân đội Pháp thất trận tại Điện Biên Phủ, đã diễn ra một cuộc hội nghị nhằm tiến tới một giải pháp chính trị cho cuộc chiến tại Việt Nam. Trong phái đoàn Việt Minh tại Genève có Tạ Quang Bửu, Thứ trưởng Quốc phòng, cũng là cựu Tổng Ủy viên Hướng đạo và bên kia phía đối nghịch, trong phái đoàn Quốc gia Việt Nam, là hai trưởng Hướng đạo khác: Trần Văn Tuyên và Cung Giũ Nguyên. Sau khi Hiệp định Genève được ký kết tháng 7 năm 1954, phân chia lãnh thổ Việt Nam ra làm hai phần. Miền Bắc trở thành một quốc gia cộng sản và phong trào Hướng đạo dần dần giải tán và không được phép hoạt động.

### Từ 1954 đến 1975

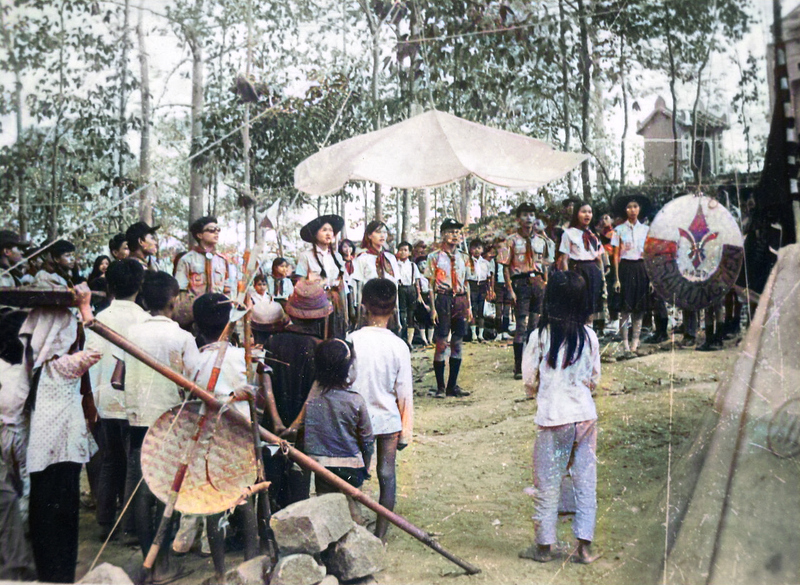
Hướng đạo sinh Long Xuyên trong một buổi sinh hoạt năm 1965

Sau khi Việt Nam bị chia đôi, trụ sở của Hội Hướng đạo Việt Nam được chuyển vào Huế và rồi vào Sài Gòn khi Hướng đạo Việt Nam tại miền Bắc bị đình chỉ hoạt động. Trên phần đất phía Nam, phong trào Hướng đạo Việt Nam thật sự bước vào giai đoạn phát triển mạnh mẽ và trưởng thành. Năm 1955 Trại trường Hồi Nguyên được thiết lập tại Bảo Lộc và vào tháng 8 năm 1956 trại trường khai giảng các khóa huấn luyện đào tạo trưởng dự bị ngành Ấu, Thiếu và Tráng.
Năm 1957, Hội Hướng đạo Việt Nam được công nhận là hội viên của Tổ chức Phong trào Hướng đạo Thế giới (World Organization of Scouting Movement). Hướng đạo Việt Nam tham gia vào việc thành lập Vùng châu Á-Thái Bình Dương và trở thành hội viên sáng lập một vùng lớn nhất của Tổ chức Hướng đạo Thế giới. Tháng 4 trong năm Hội Nữ Hướng đạo Việt Nam được thành lập.
Năm 1958, Trại trường Quốc gia Tùng Nguyên được thành lập tại Đà Lạt dưới quyền điều khiển của Trại trưởng Cung Giũ Nguyên. Đây là nơi đào tạo hầu hết các trưởng của thế hệ 1958 - 1975.
Năm 1959, một điểm đáng ghi nhận là sự góp mặt của Hướng đạo Việt Nam tại Trại Họp bạn Hướng đạo Thế giới (World Scout Jamboree) lần thứ 10 tại Núi Makiling (Philippines). Đồng phục cũng đã được đổi từ màu nâu cũ sang màu kaki vàng. Đến cuối năm 1959, Trại họp bạn Toàn quốc tên "Phục Hưng" với 2500 trại sinh được tổ chức tại Lâm viên Quốc gia Trảng Bom (Biên Hoà) đánh dấu giai đoạn hưng khởi này của phong trào.

Hướng đạo sinh thuộc Đạo Hướng đạo Đắc Lắc tại Trại họp bạn Quốc gia "Tự Lực" ở Tam Bình, Thủ Đức vào lễ Giáng sinh năm 1974

Tháng 12 năm 1965, Hội nghị Trưởng Hướng đạo Toàn quốc nhóm họp tại Gia Định, và ngành Kha được chính thức thành lập.
Năm 1966, Hội Nữ Hướng đạo Việt Nam được công nhận là hội viên chính thức của Hội Nữ Hướng đạo Thế giới (World Association of Girl Guides and Girl Scouts).
Năm 1969, Trại họp bạn Tráng sinh Toàn quốc được tổ chức tại Đà Lạt vào dịp lễ Giáng Sinh. Tháng 12 năm 1970, Trại họp bạn Toàn quốc Hướng đạo Việt Nam được tổ chức tại Suối Tiên (Thủ Đức) mang tên "Giữ Vững", đánh dấu 40 năm phong trào Hướng đạo Việt Nam. Đây là một trại họp bạn thành công đáng kể nhất và cũng trong dịp này Trưởng Trần Văn Khắc được trao tặng Kim Long Huân chương là huân chương cao quý nhất của Hướng đạo Việt Nam vì những đóng góp to lớn của ông trong việc phát triển Hướng đạo tại Nam kỳ.
Năm 1971, một phái đoàn Hướng đạo Việt Nam được tuyển chọn từ nhiều đơn vị đã lên đường tham dự Trại Họp bạn Hướng đạo Thế giới lần thứ 13 tại Asagiri Heights, Nhật Bản. Năm 1974, Trại Họp bạn toàn quốc tên "Tự Lực" được tổ chức tại Tam Bình, Gia Định.
Các trại họp bạn toàn quốc cuối cùng phải được tổ chức trong vùng phụ cận Sài Gòn vì tình hình an ninh: cuộc chiến mỗi ngày một lan rộng và tiến gần hơn đến thủ đô miền Nam. Cuối cùng vào mùa xuân 1975, một số đông anh chị em Hướng đạo Việt Nam theo làn sóng di tản và vượt biên ra nước ngoài trong khi đó tại Việt Nam thì Hướng đạo Việt Nam tạm thời chấm dứt hoạt động.

### Sau 1975

#### Tại quốc nội
Sau tháng 4 năm 1975, Hội Hướng đạo Việt Nam bị giải tán và trụ sở ở số 18 Bùi Chu tại Sài Gòn bị "tiếp thu". Cơ cấu của tổ chức Hướng đạo trong nước hoàn toàn tan rã.
Một Huynh trưởng Hướng đạo, ông Phạm Thanh Hiệp, người tổ chức cho Hướng đạo sinh hoạt công khai tại Sài Gòn cho biết tình hình Hướng đạo trong nước lâu nay như sau: "Sau năm 75 ngưng sinh hoạt; nhưng những anh em Hướng đạo Công giáo vẫn còn sinh hoạt trong nhà thờ chui. Năm 1987 tôi là người tập hợp sinh hoạt hướng đạo công khai; những lần như vậy đều bị dẹp hết dưới danh nghĩa của Hội Liên hiệp Thanh niên. Hoặc là những sinh hoạt dưới danh nghĩa câu lạc bộ theo hình thức hướng đạo đều bị Nhà nước không cho. Nhưng sau đó phát triển dần dần, có thể dùng từ ‘chui mà hoạt động công khai’. Và Nhà nước không thấy có gì nguy hại nên để cho hoạt động, và nó phát triển."

#### Người Việt Hải ngoại
Trong khi đó một số huynh trưởng và hướng đạo sinh đã di tản đến các trại định cư tạm thời đã tụ hợp lại và thành lập các đơn vị Hướng đạo Việt Nam để tiếp tục sứ mạng của mình.

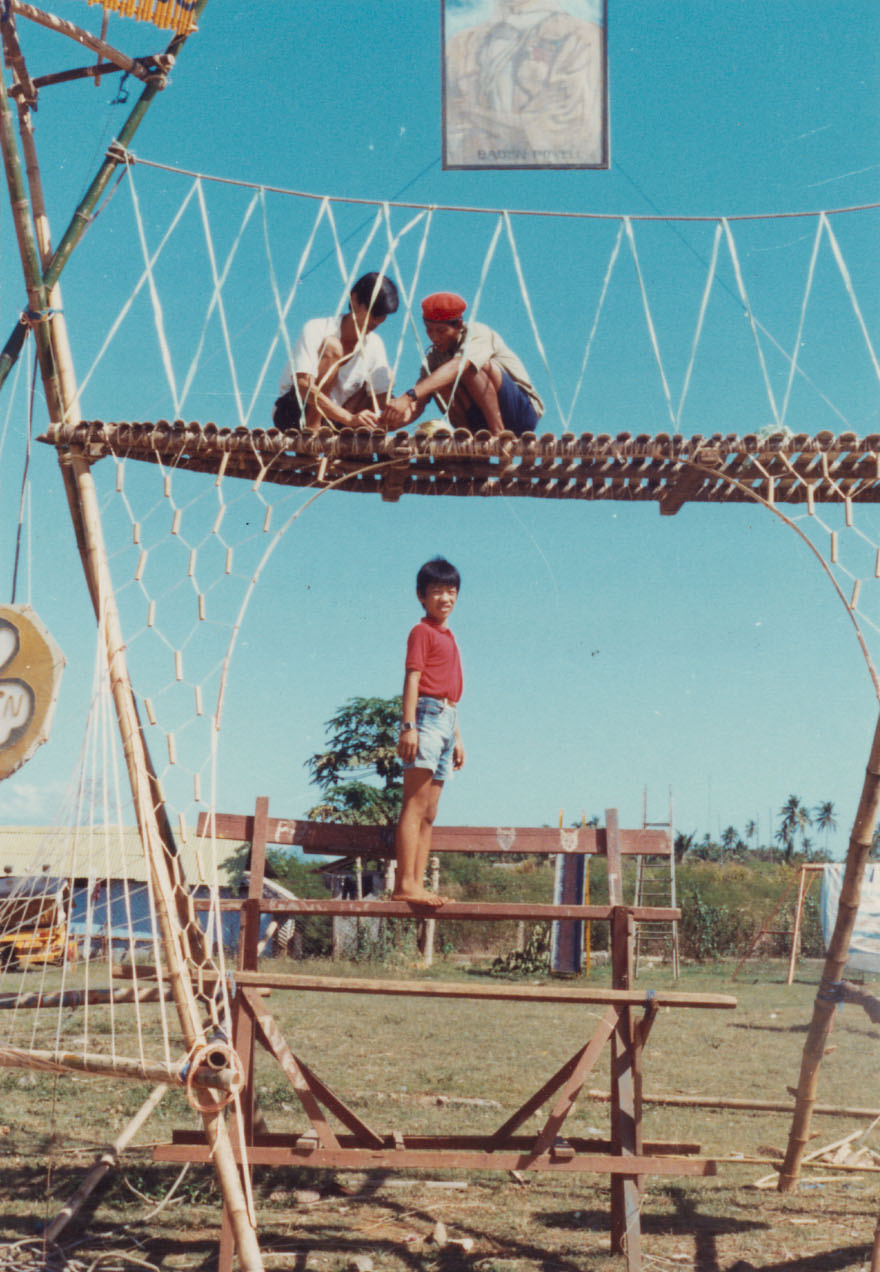
Cắm trại ở Trung tâm Tiến hành Thủ tục Tị nạn Philippines

Sau đó thì đến lượt các trại tị nạn khắp Đông Nam Á cũng có các đơn vị Hướng đạo Việt Nam được thành lập như ở Malaysia, Indonesia, Singapore, Philippines, Hồng Kông, Thái Lan. Các đơn vị này chỉ chấm dứt hoạt động khi các trại tị nạn đóng cửa vào đầu thập niên 1990.
Năm 1976, Trưởng Nguyễn Quang Minh đã đứng ra vận động, duy trì, và thành lập Văn phòng Liên lạc Hướng đạo Việt Nam Hải ngoại tại Portland, Oregon, và thường xuyên phát hành bản tin mỗi tháng. Năm 1980, nhân kỷ niệm 50 năm ngày thành lập phong trào, một Trại họp bạn Hướng đạo Việt Nam cũng đã được tổ chức tại Scouters' Mountain (Portland, Oregon).
Trong thập niên 1980, do sinh sống và định cư rải rác của các trưởng và hướng đạo sinh ở khắp nơi trên thế giới, các đơn vị và tổ chức Hướng đạo Việt Nam đã được thành lập tại nhiều quốc gia như: Hoa Kỳ, Pháp, Anh, Canada, Úc, Đức, Hòa Lan, Ý, Na Uy, Bỉ...
Tháng 7 năm 1983, tại Hội nghị Trưởng ở Costa Mesa, California (Hoa Kỳ), Hội đồng Trung ương Hướng đạo Việt Nam được thành lập để tái lập và thống nhất phong trào Hướng đạo Việt Nam tại hải ngoại. Từ đó đến nay Hướng đạo Việt Nam hải ngoại đã tổ chức được 9 lần Trại Họp bạn Thẳng Tiến ở nhiều quốc gia khác nhau, cũng như các trại đoàn và các khóa huấn luyện như Hồi Nguyên, Tùng Nguyên, Bạch Mã..., các khóa dự bị Bằng Rừng... Phương tiện truyền thông cũng đã được phổ biến rộng rãi, chẳng hạn như các tờ: Liên lạc, Giúp ích, Bước đường đầu, Khai phá, Phù sa, Sắp sẵn, Tùng nguyên, Phụng sự, Vừng hồng, Bạch Mã, Nội san Trưởng...
Năm 2011, Hướng đạo Việt Nam tặng cho nhạc sĩ Nguyễn Đức Quang giải thưởng cao quý nhất: Bắc đẩu huân chương để vinh danh đóng góp của ông trong ngành hướng đạo.

## Hội Nữ Hướng đạo Việt Nam

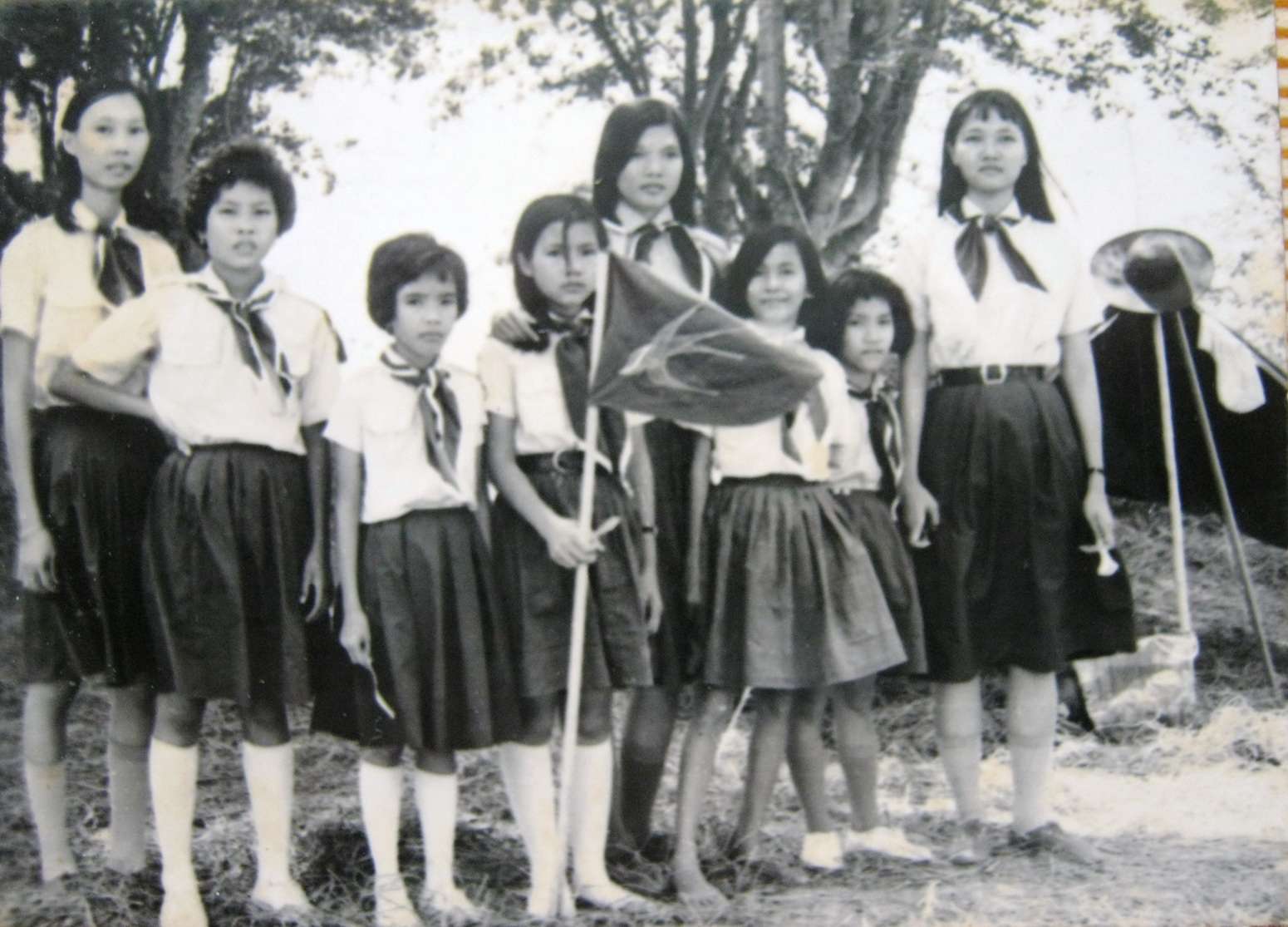
Một nhóm Hướng đạo sinh nữ tại Long Xuyên năm 1965

Hội Nữ Hướng đạo Việt Nam được thành lập vào tháng 4 năm 1957 và được chính thức công nhận là thành viên của Hội Nữ Hướng đạo Thế giới vào năm 1966. Tuy nhiên sau tháng 4 năm 1975, tất cả mọi sinh hoạt Hướng đạo ở Việt Nam đều bị đình chỉ.
Ở hải ngoại các trưởng và đoàn sinh thuộc hai hội Nam và Nữ Hướng đạo Việt Nam đã tự động kết hợp tại các xứ định cư để tiếp tục hoạt động. Sau đó Hội đồng Trung ương Hướng đạo Việt Nam được thành lập vào năm 1983. Các nguyện vọng và nhu cầu chung của Hướng đạo Việt Nam được đại diện và kế tục bởi một hệ thống liên lạc và phối hợp, thích ứng với quy lệ Hướng đạo thế giới cùng những điều kiện sinh hoạt ở mỗi nước.
Hiện nay tại hải ngoại và lẫn trong nước, các hướng đạo sinh nam và nữ có thể được thấy cùng sinh hoạt trong một đơn vị cấp đoàn trở lên.

## Hướng đạo tại Việt Nam hiện nay

### Tổng quan

Ngày họp mặt truyền thống Hướng đạo Việt Nam, 31 tháng 5 năm 1993 tại Hà Nội (Hoàng Đạo Thúy là người mặc áo trắng, ngồi giữa)

Tại Việt Nam, vào cuối năm 1991, Vũ Xuân Hồng, Bí thư trung ương Đoàn Thanh niên Cộng sản Hồ Chí Minh có liên lạc lại với Văn phòng Á châu - Thái Bình Dương của Tổ chức Phong trào Hướng đạo Thế giới nhưng thất bại vì Văn phòng Tổng Thư ký Hướng đạo Quốc tế tại Genève không thể công nhận một hội hướng đạo không theo nguyên lý của phong trào hướng đạo thế giới và không được độc lập khỏi chính quyền.
Ngày 31 tháng 5 năm 1993 tại Hà Nội, Trưởng Hoàng Đạo Thúy (94 tuổi) và một số trưởng đã tổ chức Ngày Họp mặt Truyền thống Hướng đạo Việt Nam đầu tiên tại miền Bắc kể từ năm 1954 nhằm tái lập lại phong trào Hướng đạo nhưng kết quả không được sáng sủa mấy vào lúc đó. Cho đến khi mất vào ngày 14 tháng 2 năm 1994, ông là một đảng viên đảng Cộng sản kỳ cựu, đã cố gắng nhưng không thành công trong việc thành lập một hội Hướng đạo nhà nước.
Hiện nay tại Việt Nam có các đơn vị Hướng đạo Việt Nam được thành lập và hoạt động tuy chưa được chính phủ Việt Nam chính thức công nhận. Các đơn vị đều ở miền Nam như Cần Thơ, Thành phố Hồ Chí Minh, Bà Rịa Vũng Tàu, Đà Lạt, Đồng Nai, Huế, Nha Trang, Gia Lai, Kon Tum, Đắc Lắc và một số ở các tỉnh đồng bằng sông Cửu Long. trong khi đó Hướng đạo ở miền Bắc hoàn toàn bị cấm. Thông báo của Ban Bí thư Trung ương Đảng Cộng sản Việt Nam thì lập trường này được khẳng định vào năm 2008, tuy rằng nhà nước hiểu rõ những đóng góp hữu ích của phong trào Hướng đạo. Đáng ghi nhận là trong năm 2007, Trưởng Cung Giũ Nguyên vẫn còn gắn bó với phong trào và hướng dẫn Toán Alpha và Bêta tại Nha Trang khi ông đã gần 100 tuổi.
Tại thành phố Hồ Chí Minh hướng đạo sinh sinh hoạt hầu hết tại các công viên trong thành phố như Tao Đàn, Lê Thị Riêng, Hoàng Văn Thụ... Tổng cộng có khoảng trên dưới 50 Liên đoàn, trong đó có nhiều Liên đoàn mới được thành lập. Đứng thứ nhì phải nói là thành phố Đà Nẵng có hai đạo là Bắc Đẩu và An Hải. Cần Thơ có Đạo Hướng đạo Cần Thơ và trang nhà của đơn vị trên Internet.
Ông Đặng Văn Việt, một người từng tham gia Hướng đạo Việt Nam từ thời kỳ đầu mới thành lập, vào đầu tháng 3 năm 2011 có gửi một thư đến lãnh đạo chính quyền Hà Nội xin khôi phục lại sinh hoạt Hướng đạo, cho biết: "Chưa có một hồi âm nào gọi là ‘hưởng ứng’ cả, mà gần như người ta muốn bảo vệ Đoàn Thanh niên, không ai đụng chạm đến, thứ hai muốn Đoàn Thanh niên độc quyền lãnh đạo thanh niên trong toàn quốc, thành ra không muốn có Hướng đạo làm thêm cho việc này nữa." 

### Cập nhật tin tức

Du khảo núi LangBian và thăm Trại trường Tùng Nguyên - Đà Lạt của Liên đoàn Bà Rịa, Thiếu đoàn Tùng Nguyên và Đạo Cần Thơ vào tháng 5 năm 2007

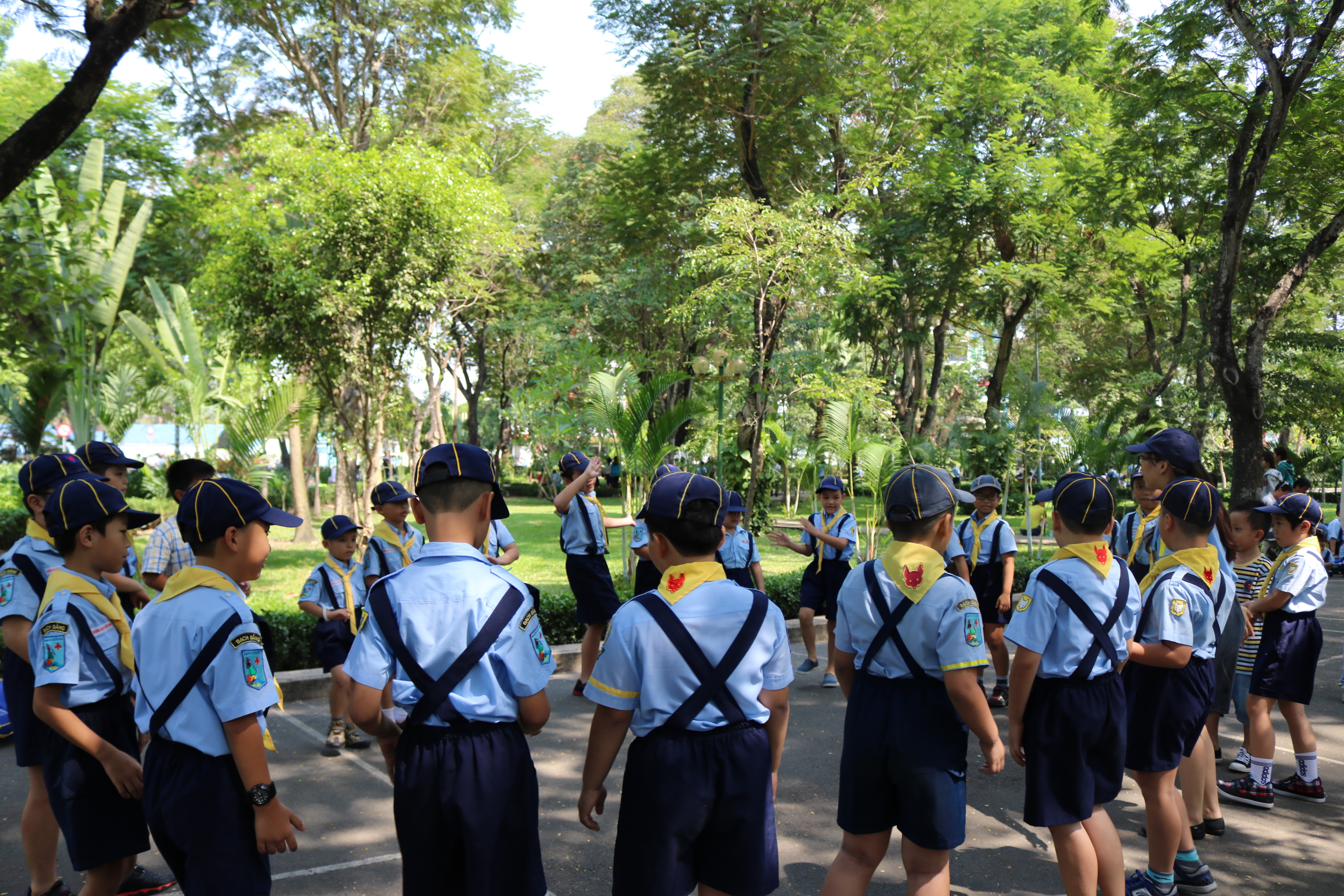
Hướng đạo sinh thuộc Đạo Bạch Đằng tại thành phố Hồ Chí Minh tháng 5 năm 2016

- Theo trang web của Đạo Hướng đạo Cần Thơ thì đạo này "tạm dừng rất đột ngột ngoài ý muốn của chúng tôi" và tên của trang mạng được đổi thành "Giúp ích" thay vì "Hướng đạo Cần Thơ" như trước đây. Sau đây là thông báo của Đạo Cần Thơ vào ngày 7 tháng 7 năm 2007:

| “ | Thưa quý trưởng, thưa quý phụ huynh cùng các bạn thân mến Giấy phép sinh hoạt của đơn vị chúng tôi đã hết hiệu lực theo thông báo của cơ quan có thẩm quyền. Hai năm qua, trên tinh thần trọng pháp, đơn vị chúng tôi không làm gì sai trái vơi pháp luật nước Cộng hòa Xã hội Chủ nghĩa Việt Nam và chúng tôi cũng tự hào là chơi hết mình vì tập thể, không sai nguyên lý, không sai mục đích và không sai phương pháp của người sáng lập. Hàng trăm phụ huynh đã gặp chúng tôi và hài lòng về sự tiến bộ của các em. Sự tạm dừng này rất đột ngột ngoài ý muốn của chúng tôi. Vì vậy chúng tôi xin đổi lại tên là "GIÚP ÍCH". Hy vọng là chúng tôi sẽ tìm được hướng đi mới phù hợp cho tất cả mọi người. Hàng trăm ngọn lửa sẽ giữ chặt mối dây. Thân ái BTT Gấu ĐT Ngày 7.7.2007 | ” |

- Trang web của Đạo Cần Thơ bị đóng ngày 15 tháng 7 năm 2007.
- Hiện giờ trang web của Hướng Đạo Cần Thơ được đổi tên là Giúp ích Lưu trữ ngày 5 tháng 3 năm 2018 tại Wayback Machine. Tất cả bài vở của trang Hướng Đạo Cần Thơ ở địa chỉ cũ được lưu lại theo từng năm: 2006, 2007, và 2008. Mỗi năm có giao diện riêng, các bài vở cũ có vẻ như không bị mất.
- Nhằm tạo điều kiện để các hướng đạo sinh có thể cập nhật tin tức Hướng đạo trên toàn thế giới cũng như là nơi các em chuyện trò, chia sẻ lẫn nhau, một Kha sinh Kha đoàn Chi Lăng - Liên đoàn Non Nước đã lập một website cá nhân về Hướng Đạo Lưu trữ ngày 28 tháng 9 năm 2007 tại Wayback Machine. Website cá nhân này chủ yếu cập nhật tin tức trong nước, cũng như từ www.scout.org. Với vốn tiếng Anh hạn chế, những tin tức này chỉ được lược dịch sơ, lấy ý để mọi người có thể dễ dàng cập nhật tin tức. Ngoài ra cũng có một diễn đàn để các anh em có thể thảo luận với nhau trên tinh thần Hướng đạo. Địa chỉ web là www.Huongdaovietnam.org Lưu trữ ngày 1 tháng 7 năm 2007 tại Wayback Machine.
- Cho tới cuối năm 2007, đầu năm 2008, tên miền trang www.Huongdaovietnam.org Lưu trữ ngày 1 tháng 7 năm 2007 tại Wayback Machine này đã được một hướng đạo sinh khác mua lại và sở hữu, và cuối cùng được sáp nhập với trang web Diễn đàn Hướng Đạo Việt Nam. Hiện trang web về Hướng đạo này có số thành viên gần một ngàn người. Họ đang xây dựng các dự án để thiết lập thư viện tài liệu Hướng đạo trực tuyến Hướng Đạo Wiki, sử dụng nguồn giống Wikipedia. Hiện trang web này đang sở hữu 5 tên miền liên quan đến Hướng đạo.

## Nguyên tắc và nghi thức
Lời hứa, luật và Phương pháp hàng đội là các nguyên tắc sinh hoạt căn bản của Hướng đạo Việt Nam nói riêng và của Tổ chức Phong trào Hướng đạo Thế giới nói chung.

### Lời hứa
Tôi lấy danh dự hứa cố gắng hết sức:
1. Làm bổn phận đối với tín ngưỡng tâm linh, và quốc gia tôi.
2. Giúp đỡ mọi người bất cứ lúc nào.
3. Tuân theo luật Hướng đạo.

(Bước Đường Đầu)

### Dấu hiệu của Hướng đạo

Dấu hiệu (ba ngón tay) của Hướng đạo

Trong lúc đọc lời hứa, hướng đạo sinh đứng nghiêm trong tư thế thẳng người, đưa tay phải lên ngang tầm vai và cánh tay ở khuỷu tay tạo thành một góc 90 độ, lòng bàn tay đưa về phía trước, ngón tay cái đặt lên móng tay của ngón út và ba ngón còn lại duỗi thẳng và đưa thẳng lên cao.
Đó là dấu hiệu (ba ngón tay) của hướng đạo sinh. Ba ngón đưa lên tượng trưng cho ba ý nghĩa của lời hứa Hướng đạo. Ngón cái trên ngón út là biểu tượng của sự đoàn kết, lớn giúp bé, mạnh đỡ yếu.
Riêng đối với Sói con và Chim non (Ấu nam và Ấu nữ) thì dấu hiệu chỉ gồm có hai ngón tay. Ngón trỏ và ngón giữa đưa lên cao tượng trưng cho hai tai vểnh lên để nghe lời. Ngón cái đè lên hai ngón còn lại tượng trưng cho sự bao bọc, lớn giúp nhỏ, mạnh bảo vệ yếu.

### Cách chào Hướng đạo
Cách chào dùng ba ngón tay cũng có hình thức giống như dấu hiệu Hướng đạo với đầu ngón tay trỏ chạm vào trán hoặc vầng mũ đang đội (Cách chào dành cho những hướng đạo sinh đã tuyên hứa).
Đối với những hướng đạo sinh chưa tuyên hứa chúng ta chỉ chào bốn ngón (Theo Hướng đạo sinh Việt Nam).

### Mười điều luật Hướng đạo
Luật Hướng đạo đề nghị một mẫu mực để cư xử và hành động, rèn luyện cho mỗi hướng đạo sinh một tinh thần trọng danh dự, trung tín, hào hiệp và vị tha. Lời hứa Hướng đạo là một sự cam kết tham dự vào lối sống và hành động theo mẫu mực do phong trào Hướng đạo thế giới đề nghị.
Luật Hướng đạo có mười điều, phỏng theo mười điều luật sơ khởi do Robert Baden-Powell đưa ra, được mỗi nước trong Tổ chức Phong trào Hướng đạo Thế giới điều chỉnh đôi chút tùy theo hoàn cảnh, phong tục của mỗi nước.
| Luật Hướng đạo Việt Nam hiện tại ở hải ngoại 1. HĐS trọng danh dự. 2. HĐS trung tín. 3. HĐS giúp ích. 4. HĐS là bạn của mọi người. 5. HĐS lễ độ và hào hiệp. 6. HĐS tôn trọng thiên nhiên. 7. HĐS trọng kỷ luật. 8. HĐS vui tươi. 9. HĐS cần kiệm và liêm khiết. 10. HĐS trong sạch trong tư tưởng, lời nói và việc làm. | Luật Hướng đạo Việt Nam trước 1975 và ở Việt Nam hiện tại 1. HĐS trọng danh dự, ai cũng có thể tin lời nói của HĐS 2. HĐS trung thành với Tổ quốc, cha mẹ và người cộng sự 3. HĐS giúp ích mọi người bất cứ lúc nào 4. HĐS là bạn khắp mọi người và coi Hướng Đạo Sinh nào cũng như ruột thịt 5. HĐS lễ độ và liêm khiết 6. HĐS yêu thương các sinh vật 7. HĐS vâng lời cha mẹ, huynh trưởng mà không biện bác 8. HĐS gặp khó khăn vẫn vui tươi 9. HĐS tần tiện của mình và của người 10. HĐS trong sạch từ tư tưởng, lời nói đến việc làm (Bước Đường Đầu) |

### Châm ngôn
Châm ngôn chung của Hướng đạo Việt Nam là "Sắp sẵn" và cũng là châm ngôn riêng của ngành Thiếu (tương ứng với châm ngôn của Tổ chức Phong trào Hướng đạo Thế giới là Be prepared), thể hiện tư thế sẵn sàng của hướng đạo sinh để giúp ích, đóng góp vào đời sống cộng đồng và đối phó với những khó khăn, trở ngại gặp phải.
Châm Ngôn từng ngành
| - Ngành Nhi: Chia sẻ | - Ngành Ấu: Gắng sức | - Ngành Thiếu: Sắp sẵn | - Ngành Kha: Khai phá | - Ngành Tráng: Giúp ích |

### Huy hiệu hoa bách hợp và ý nghĩa
Lịch sử biểu tượng hoa bách hợp: Khi Robert Baden-Powell tử thủ thị trấn Mafeking ở Nam Phi, ông có thành lập một nhóm thiếu sinh quân để giúp đỡ quân đội Anh trong việc đưa thư, liên lạc và báo động. Họ bao gồm những thiếu niên tình nguyện gia nhập và được chính ông đích thân huấn luyện. Sau 217 ngày trấn thủ, cuối cùng thì Mafeking được giải vây. Sau trận đó thì mỗi thành viên của nhóm Thiếu sinh quân được ông tặng một biểu tượng có hình hoa huệ giống như kim chỉ Bắc trên la bàn thời bấy giờ. Hình tượng hoa huệ sau này được Tổ chức Phong trào Hướng đạo Thế giới chọn làm huy hiệu Hướng đạo toàn cầu. Nó còn có tên là "fleur-de-lis" hoặc là "Lily Flower".
Tuy nhiên, biểu tượng hoa bách hợp ở mỗi quốc gia có thay đổi để phù hợp với nền văn hóa dân tộc riêng biệt của mình. Hiện tại trong và ngoài nước đều dùng mẫu huy hiệu Hướng đạo Việt Nam như hình trái phía dưới. Đôi khi, có đơn vị Hướng đạo dùng huy hiệu giữa phía dưới (có hình ba lá màu trắng nằm cùng với hoa bách hợp màu đỏ) để tượng trưng cho cả nam và nữ hiện nay sinh hoạt chung cùng một đơn vị. Biểu tượng hoa bách hợp được cách điệu mang hình ảnh hoa sen được thiết kế bởi họa sĩ Lê Thị Lựu, thủ khoa khóa 3 Đại học Mỹ thuật Đông Dương và là trưởng đầu tiên của bầy Trứng Rồng (5/1934), bầy Sói (Ấu Sinh) đầu tiên của hướng đạo Việt Nam.
Ý nghĩa hoa bách hợp đối với Hướng đạo Việt Nam: Phần trên đầu giống như kim chỉ hướng của la bàn, ý nghĩa là người Hướng đạo phải chọn hướng đi cho đúng. Ba cánh dưới tượng trưng cho ba ý nghĩa trong lời hứa Hướng đạo. Sợi dây vòng tròn chỉ sự đoàn kết, anh chị em một nhà. Nút dẹt phía dưới cùng là để nhắc nhở các Hướng đạo sinh mỗi ngày cố gắng làm một việc thiện.

### Ý nghĩa màu khăn quàng bốn ngành
Mỗi ngành hay lứa tuổi của Hướng đạo Việt Nam có màu sắc riêng biệt cho khăn quàng. Mỗi đơn vị có thể dùng màu sắc khác để làm viền cho khăn quàng nhưng màu chủ yếu của khăn quàng tiêu biểu vẫn dựa vào các màu ghi dưới đây. Các huynh trưởng Hướng đạo Việt Nam (cấp đoàn, liên đoàn) mang khăn quàng theo ngành mà mình hướng dẫn. Các huynh trưởng ngành Tráng hay các huynh trưởng cấp châu và đạo thường mang khăn quàng màu đỏ.
     Khăn màu vàng ngành Ấu chỉ sự hồn nhiên, trong sáng.
     Khăn màu xanh ngành Thiếu chỉ sự vui tươi, hy vọng.
     Khăn màu huyết dụ ngành Kha chỉ sự bí ẩn cần được khai phá.
     Khăn màu đỏ ngành Tráng chỉ lòng hăng say, đầy nhiệt huyết và sự chiến thắng.

### Ý nghĩa cách bắt tay trái
Cánh tay trái gần trái tim, nơi của lòng danh dự. Để bày tỏ tình thân thiện các hướng đạo sinh trên toàn thế giới luôn dùng cách bắt tay trái khi gặp nhau.

### Khẩu hiệu
Mỗi ngày làm một việc thiện.

## Tổ chức

### Tổng quát
Trước năm 1946, Việt Nam có ba hội Hướng đạo vùng địa lý là Hội Hướng đạo Bắc kỳ, Hội Hướng đạo Trung kỳ và Hội Hướng đạo Nam kỳ cùng với Hội Hướng đạo Miên và Hội Hướng đạo Lào tạo thành Liên hội Hướng đạo Đông Dương. Sau Hội nghị Trưởng Hướng đạo toàn quốc năm 1946, ba hội được thống nhất trở thành Hội Hướng đạo Việt Nam. Đứng đầu hội là Hội trưởng Hướng đạo và người cuối cùng giữ chức vụ này vào cuối tháng 4 năm 1975 là bác sĩ nha khoa Nguyễn Văn Thơ (khoa trưởng Đại học Nha Y Khoa Sài Gòn). Hội trưởng danh dự lúc đó là tổng thống Việt Nam Cộng hòa Nguyễn Văn Thiệu.
Hội được hỗ trợ bởi Bộ tổng Ủy viên mà trách nhiệm là trông coi các hoạt động của hội như tổ chức các Trại họp bạn, huấn luyện Huynh trưởng, xem xét và cải tổ các chương trình sinh hoạt. Bộ tổng Ủy viên gồm có các Ủy viên được bầu lên từ các Châu Hướng đạo hoặc Đạo Hướng đạo và được một Tổng Ủy viên của bộ lãnh đạo.
Hội Hướng đạo Việt Nam được phân cấp thành các Châu Hướng đạo. Dưới Châu là các Đạo Hướng đạo gồm nhiều Liên đoàn. Liên đoàn là đơn vị căn bản của Hướng đạo Việt Nam. Một Liên đoàn Hướng đạo Việt Nam có thể gồm có cả bốn ngành (Ấu, Thiếu, Kha và Tráng) nhưng thông thường nhất là ba ngành với cấp đơn vị đoàn như Ấu đoàn, Thiếu đoàn và Kha đoàn.
Các Tráng đoàn không thuộc một Liên đoàn nào thì được quản lý trực tiếp bởi Đạo Hướng đạo địa phương là đơn vị chủ quản các Liên đoàn trong vùng.

### Các ngành (nhóm tuổi)
Lúc mới thành lập Hướng đạo Việt Nam chỉ có ba ngành là Ấu, Thiếu và Tráng tương đương với ba ngành đầu tiên mà Robert Baden-Powell phát triển. Xem bảng so sánh dưới đây:
| Lứa tuổi   | Scouting (Nam Hướng đạo) | Guiding (Nữ Hướng đạo) | Hướng đạo Việt Nam |
| ---------- | ------------------------ | ---------------------- | ------------------ |
| 7 đến 10   | Cub Scout                | Brownie Guide          | Ấu sinh            |
| 11 đến 17  | Boy Scout                | Girl Guide/Scout       | Thiếu sinh         |
| 18 trở lên | Rover Scout              | Ranger Guide           | Tráng sinh         |

Nhưng vì có một khoảng cách chênh lệch tuổi khá xa giữa Thiếu và Tráng nên sau này Hướng đạo Việt Nam được bổ sung thêm một ngành Kha (hiện tại ở hải ngoại gọi là ngành Thanh) từ 15 đến 18 tuổi. Hiện tại Hướng đạo Việt Nam có các ngành được ghi dưới đây:
- Nhi sinh: từ 4 đến 7 tuổi. (Ngành Nhi mới được thành lập ở Việt Nam gần đây, đang trong quá trình xây dựng và hiện chỉ có tại một vài liên đoàn ở thành phố Hồ Chí Minh).
- Ấu sinh: từ 7 đến 11 tuổi
- Thiếu sinh: từ 11 đến 15 tuổi
- Thanh sinh (có khi gọi là Kha): từ 15 đến 18 tuổi
- Tráng sinh: từ 18 đến 25 tuổi

### Phân cấp đơn vị

Tem kỷ niệm Họp bạn Hướng đạo toàn quốc "Phục Hưng" năm 1959

Phân cấp đơn vị được ghi dưới đây là dựa theo cơ cấu tổ chức của Hội Hướng đạo Việt Nam trước năm 1975 theo thứ tự cao đến thấp. Phân cấp này có thể vẫn đang được áp dụng tại Việt Nam. 
- Châu: là phân cấp đơn vị cao nhất của Hội Hướng đạo Việt Nam (trước năm 1975) có trách nhiệm giống như một bộ phận chỉ huy điều hợp các hoạt động hướng đạo trong vùng trách nhiệm. Tại hải ngoại, đơn vị này là thuộc Hướng đạo của quốc gia sở tại.
- Đạo: nhiều đạo hợp lại thành một châu. Hiện tại Hướng đạo Việt Nam hải ngoại hiếm khi, nếu không muốn nói là không có đơn vị này.
- Liên đoàn là đơn vị dưới cấp kế tiếp, sau đạo. Tại hải ngoại đây là đơn vị phổ biến nhất của Hướng đạo Việt Nam.
- Đoàn là đơn vị dưới Liên đoàn, được gọi đi đôi với tên của ngành (lứa tuổi). Số lượng đoàn sinh lý tưởng của một đoàn là khoảng 32 hướng đạo sinh, được chia ra thành 4 nhóm, mỗi nhóm có tám người (tùy theo ngành mà có tên gọi khác nhau: đàn, đội, tuần, toán - xem phía dưới để biết thêm chi tiết).
  - Tráng đoàn là một đoàn gồm các tráng sinh từ 18 đến 25 tuổi
  - Thanh đoàn (có khi gọi là Kha đoàn) là một đoàn gồm các thanh sinh từ 15 đến 18 tuổi
  - Thiếu đoàn là một đoàn gồm các thiếu sinh nam từ 11 đến 15 tuổi
  - Nữ thiếu đoàn, thì tương đương với thiếu đoàn, tên gọi dành cho nữ
  - Ấu đoàn hay "Bầy" là một đoàn gồm các ấu sinh từ 7 đến 11 tuổi
- Đội là đơn vị cuối cùng nhưng có tên gọi khác nhau tùy theo ngành. Đây là đơn vị chính của phương pháp hàng đội. Mỗi đội bầu ra một đội trưởng và đội trưởng sẽ chọn đội phó sau đó.
  - Toán là một đội gồm các tráng sinh từ 18 đến 25 tuổi
  - Tuần là một đội gồm các thanh (hay kha) sinh từ 15 đến 18 tuổi
  - Đội là một đội gồm các thiếu sinh nam hoặc nữ từ 11 đến 15 tuổi
  - Đàn là một đội gồm các ấu sinh từ 7 đến 11 tuổi

### Tại Hải ngoại
Ngoài việc hoạt động với hình thức thỏa hiệp và nằm trong cơ cấu tổ chức của các hội Hướng đạo quốc gia sở tại, các đơn vị Hướng đạo Việt Nam tại hải ngoại cũng có chung một Hội đồng Trung ương Hướng đạo Việt Nam, được bầu lên với nhiệm kỳ 4 năm, phụ trách việc liên lạc, phối hợp và hướng dẫn sinh hoạt của Hướng đạo Việt Nam hải ngoại.
Hội đồng Trung ương Hướng đạo Việt Nam
Hội đồng Trung ương Hướng đạo Việt Nam "theo đúng chủ trương và đường lối chung của phong trào Hướng Đạo Thế giới, Hướng Đạo Việt Nam không hoạt động chính trị. Hướng Đạo Việt Nam là một phong trào giáo dục không nhằm mục đích tham gia hay đấu tranh giành chính quyền dưới mọi hình thức."
1. Ban Thường vụ, được bầu với nhiệm kỳ 4 năm, gồm chủ tịch, phó chủ tịch nội vụ, phó chủ tịch ngoại vụ, tổng thư ký và các ủy viên đặc trách.
2. Ban Đại diện gồm có các đại diện của các chi nhánh Canada, Úc, Pháp, Đức, Hướng đạo Trưởng niên và 4 chi nhánh ở Hoa Kỳ (các miền Đông, Trung, Tây Bắc và Tây Nam).

Cho đến nay, trên toàn thế giới có 54 Liên đoàn và 4000 đoàn sinh theo lời Huynh trưởng Nguyễn Văn Thuất, Chủ tịch Hội đồng Trung ương Hướng đạo Việt Nam nhiệm kỳ 2002 đến 2006 trả lời Phương Anh của Đài Á châu Tự do sau Trại Họp bạn Quốc tế Hướng đạo Việt Nam "Thẳng Tiến 8".

### Tại Việt Nam
Vì chưa được chính thức công nhận nên chưa được tổ chức như Hội Hướng đạo Việt Nam trước năm 1975. Thay vào đó tại Việt Nam có các tổ chức sau Liên Ngành (Ban điều hành HĐVN), Hội đồng Hướng đạo liên tỉnh thành, Gia đình Hướng đạo Xuân Hòa...vì mỗi tổ chức đều cách hoạt động và chủ trương riêng nên đã tách thành các nhóm trên theo dòng lịch sử. Nhưng không vì thế mà đánh mất đi những tôn chỉ mang tính tim óc của người sáng lập Baden Powell - Hướng đạo cho trẻ em.

## Các đơn vị Hướng đạo Việt Nam hiện nay

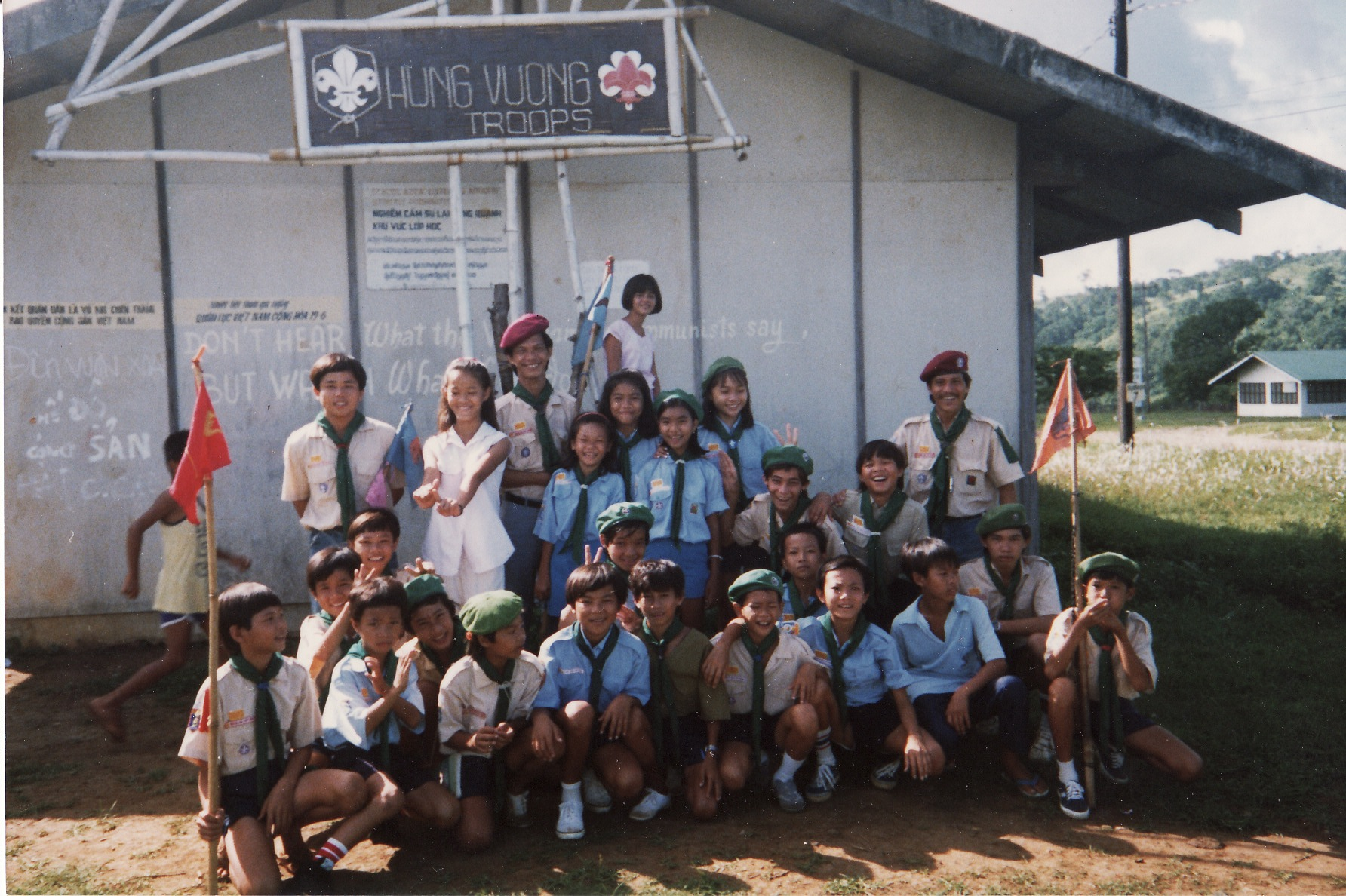
Một thiếu đoàn Hướng Đạo thuộc Đạo Hùng Vương tại Trung tâm Tiến hành Thủ tục Tị nạn Philippines gồm có ba đội nam và một đội nữ (mỗi đội có một cờ hiệu) cùng các huynh trưởng Hướng đạo của thiếu đoàn

Hiện nay, năm nước là Hoa Kỳ, Canada, Úc, Pháp và Đức có các đơn vị Hướng đạo Việt Nam đang sinh hoạt, đặc biệt là tại Hoa Kỳ. Ở mỗi nước, đơn vị hoặc hệ thống đơn vị Hướng đạo Việt Nam thành lập và hoạt động trong khuôn khổ thỏa hiệp với tổ chức Hướng đạo quốc gia sở tại. Hội đồng Trung ương Hướng đạo Việt Nam được thành lập từ năm 1983, trên bình diện chung, phụ trách liên lạc, phối hợp và hướng dẫn.
Tại Việt Nam hiện nay có các đơn vị Hướng đạo Việt Nam được thành lập và hoạt động tuy chưa được chính phủ Việt Nam chính thức công nhận. Đa số các đơn vị là ở miền Nam như Cần Thơ, Thành phố Hồ Chí Minh, Bà Rịa Vũng Tàu, Đà Lạt, Đồng Nai, Huế, Nha Trang, Gia Lai, Kon Tum, Đắc Lắc và một số ở các tỉnh Đồng bằng sông Cửu Long.
Ghi nhận trên đây có thể là không chính xác và cho đến nay chưa có thông tin nào nói về Hướng đạo ở miền Bắc.
Ở miền Bắc hiện riêng Hà Nội có 3 liên đoàn:
- Thăng Long sinh hoạt tại công viên Thống Nhất.
- Phương Đông sinh hoạt tại khu công viên Nghĩa Đô.
- LFL Ecopark sinh hoạt tại công viên Mùa Xuân, khu đô thị mới Ecopark (mới được thành lập tháng 7.2016).

Tại Thành phố Hồ Chí Minh, hướng đạo sinh sinh hoạt hầu hết tại các công viên trong thành phố như Tao Đàn, Lê Thị Riêng, Hoàng Văn Thụ...Trong đó có nhiều Liên đoàn mới được thành lập. Tổng cộng có khoảng trên dưới 50 Liên đoàn. Đứng thứ nhì phải nói là Thành phố Đà Nẵng có hai đạo là Bắc Đẩu và An Hải.Tại Huế Hướng Đạo các đơn vị sinh hoạt tại các công viên Thương bạc, Tịnh Tâm, Tứ Tượng... bao gồm các Đạo Tam giang, Đạo Kim Phụng, Đạo Vạn Niên, Liên đoàn Cờ Lau, Liên đoàn Trường sơn, Liên đoàn Trần quốc Toản, Liên đoàn La vang... Hướng đạo Huế lấy khung cảnh thiên nhiên làm nơi cho các đoàn sinh rèn luyện những kỹ năng ngoài trời chứ không sinh hoạt bó hẹp trong các công viên hay những khu đất chật hẹp như ở Sài gòn hay các thành phố khác, do đó Hướng đạo Huế gần với thiên nhiên hơn, với những điều kiện thuận lợi đó, cộng với bề dày lịch sử Hướng đạo ở Huế sẽ có điều kiện phát triển hơn.

## Các sự kiện nổi bật tại hải ngoại

### Các Trại Họp bạn
- Trại Họp bạn kỷ niệm 50 năm Hướng đạo Việt Nam: năm 1980 tại Scouters' Mountain, Portland, Oregon
- Thẳng Tiến 1: được tổ chức vào tháng 8 năm 1985 tại Jambville (Pháp)
- Thẳng Tiến 2: được tổ chức vào tháng 8 năm 1988 tại Camp Everton, gần Guelph, Ontario (Canada)
- Thẳng Tiến 3: được tổ chức vào tháng 7 năm 1990 tại San Jose, California, (Hoa Kỳ)
- Thẳng Tiến 4: được tổ chức vào tháng 8 năm 1993 tại Le Breuil (Pháp)
- Thẳng Tiến 5: từ 28/12/1995 đến 02/01/1996 tại Trung tâm sinh hoạt Hướng đạo Glenfield, Sydney, Úc với sự hiện diện của Chủ tịch Tổ chức Phong trào Hướng đạo Thế giới Neil Westaway và Tổng Ủy viên Hướng đạo Úc Williams Wells.
- Thẳng Tiến 6: từ 28/06/1998 đến 01/07/1998 tại Lake Fairfax Park, Virginia (Hoa Kỳ)
- Trại Họp bạn kỷ niệm 70 năm Hướng đạo Việt Nam: tháng 7 năm 2000 tại San Jose, California (Hoa Kỳ)
- Thẳng Tiến 7 Lưu trữ ngày 9 tháng 10 năm 2007 tại Wayback Machine: từ 30/06/2002 đến 6/7/2002 tại Houston, Texas (Hoa Kỳ)
- Thẳng Tiến 8 Lưu trữ ngày 29 tháng 9 năm 2007 tại Wayback Machine: từ 08/07/2006 đến 14/07/2006 tại công viên Rancho Jurupa, Riverside, California (Hoa Kỳ)
- Thẳng Tiến 9 Lưu trữ ngày 7 tháng 1 năm 2009 tại Wayback Machine: từ 11 tháng 7 đến 17 tháng 7 năm 2009 tại công viên quận San Lorenzo, King City, California
- Thẳng Tiến 10: từ 27 tháng 6 đến 03 tháng 7 năm 2014 tại Camp Strake Houston, Texas (Hoa Kỳ) http://thangtien10.net/ Lưu trữ ngày 2 tháng 8 năm 2015 tại Wayback Machine
- Thẳng Tiến 11: từ 28 thánh 6 đến 04 tháng 7 năm 2018 tại Camp Snyder Haymarket, Virginia (Hoa Kỳ) http://thangtien11.net/%5B%5D
- Thẳng Tiến 12: từ 27 tháng 12 đến 31 tháng 12 năm 2020 tại Glenfield Scout Activity Centre (Sydney), Australia (Úc)
- Trại Họp bạn ngành Thanh 1 (Trại Khai Phá) toàn Hoa Kỳ và Canada tại California, Hoa Kỳ.
- Trại Khai Phá 2 tại Rancho Alegre Scout Camp, Santa Barbara từ 27 tháng 6 năm 2014 tới 3 tháng 7 năm 2015, Hoa Kỳ.
- Trại họp bạn kỷ niệm 80 Hướng Đạo Việt Nam: Từ 8 tháng 7 đến 11 tháng 7 năm 2010 tại Trại Tamaracouta ở Montréal, Canada.
- Trại Họp Bạn Kỷ Niệm 85 năm Hướng Đạo Việt Nam tại Sydney, Australia từ 27 tới 30 tháng 12 năm 2015.
- Từ 27/08/1994 đến 03/09/1994 tại California là trại tiếp nối Tùng Nguyên 1.
- Khóa HHR Tùng Nguyên 3: từ 15/08/1996 đến 24/08/1996 tại Công viên Gilwell (Anh) với 139 trại sinh.
- Khóa HHR Tùng Nguyên 4 Lưu trữ ngày 8 tháng 10 năm 2007 tại Wayback Machine: từ 02/06/2001 đến 09/06/2001 tại trại Tanah-Keeta, West Palm Beach, Florida (Hoa Kỳ) với 48 trại sinh.
- Khóa HHR Tùng Nguyên 5 Lưu trữ ngày 24 tháng 6 năm 2007 tại Wayback Machine: từ 02/04/2005 đến 09/04/2005 tại Camp Emerald Bay, Đảo Catalina, California.
- Khóa HHR Tùng Nguyên 6: từ 19/06/2010 đến 26/06/2010 tại Goshen Scout Reservation, Virginia, với 61 trại sinh.[liên kết hỏng].
- Truyền thống 1: tháng 11 năm 2002 tại Pháp.
- Truyền thống 2: tháng 4 năm 2003 tại Úc.
- Truyền thống 3: tháng 11 năm 2003 tại Pháp.
- Truyền thống 4: tháng 12 năm 2003 tại California (Hoa Kỳ).

### Các Trại huấn luyện tại Việt Nam
- Bằng Rừng Tráng
  - Khóa HHR đặc biệt: 1985 - 1998 (1 khóa sinh)
  - Khóa HHR Tùng Nguyên I, năm 1993, Toán Giữ Vững
  - Khóa HHR Tùng Nguyên II, năm 1996, Suối Tiên
  - Khóa HHR Tùng Nguyên III, năm 2001, Tự lực (Bạch Mã và Phước Lý)
  - Khóa HHR Tùng Nguyên IV, năm 2004 (Suối Hồng và Cẩm Mỹ)
  - Khóa HHR Tùng Nguyên V, năm 2007 (K'Long Đà lạt và Bạch Mã)
- Bằng Rừng Kha (Xin bổ sung thêm)
- Bằng Rừng Thiếu (Xin bổ sung thêm)
- Bằng Rừng Ấu (Xin bổ sung thêm)

### Hội nghị Trưởng Hướng đạo Việt Nam
- Hội nghị Trưởng ở Costa Mesa (Hoa Kỳ) vào tháng 7 năm 1983 thành lập Hội đồng Trung ương Hướng đạo Việt Nam.
- Hội nghị Quốc tế Trưởng Hướng đạo Việt Nam vào tháng 7 năm 2004 tại Florida (Hoa Kỳ).
- Hội nghị Quốc tế Trưởng Hướng đạo Việt Nam vào tháng 7 năm 2009 trong Trại Họp bạn Thẳng Tiến 9 tại San Lorenzo County Park, California, Hoa Kỳ.
- Hội nghị Quốc tế Trưởng Hướng đạo Việt Nam vào tháng 7 năm 2010 trong Trại Họp bạn Kỷ niệm 80 năm Phong trào Hướng đạo Việt Nam tại Trại Tamaracouta ở Montréal, Canada.